# Jan Czarnecki (biskup)
Jan Czarnecki (zm. ok. 1679/80) – polski duchowny katolicki, biskup.

## Życiorys
Był opatem karmelitów w Czerwińsku. Około 1662 został biskupem bakowskim, a w 1677 biskupem kamienieckim, choć prawdopodobnie nie objął rządów w diecezji.